# Meri (hivatalnok)

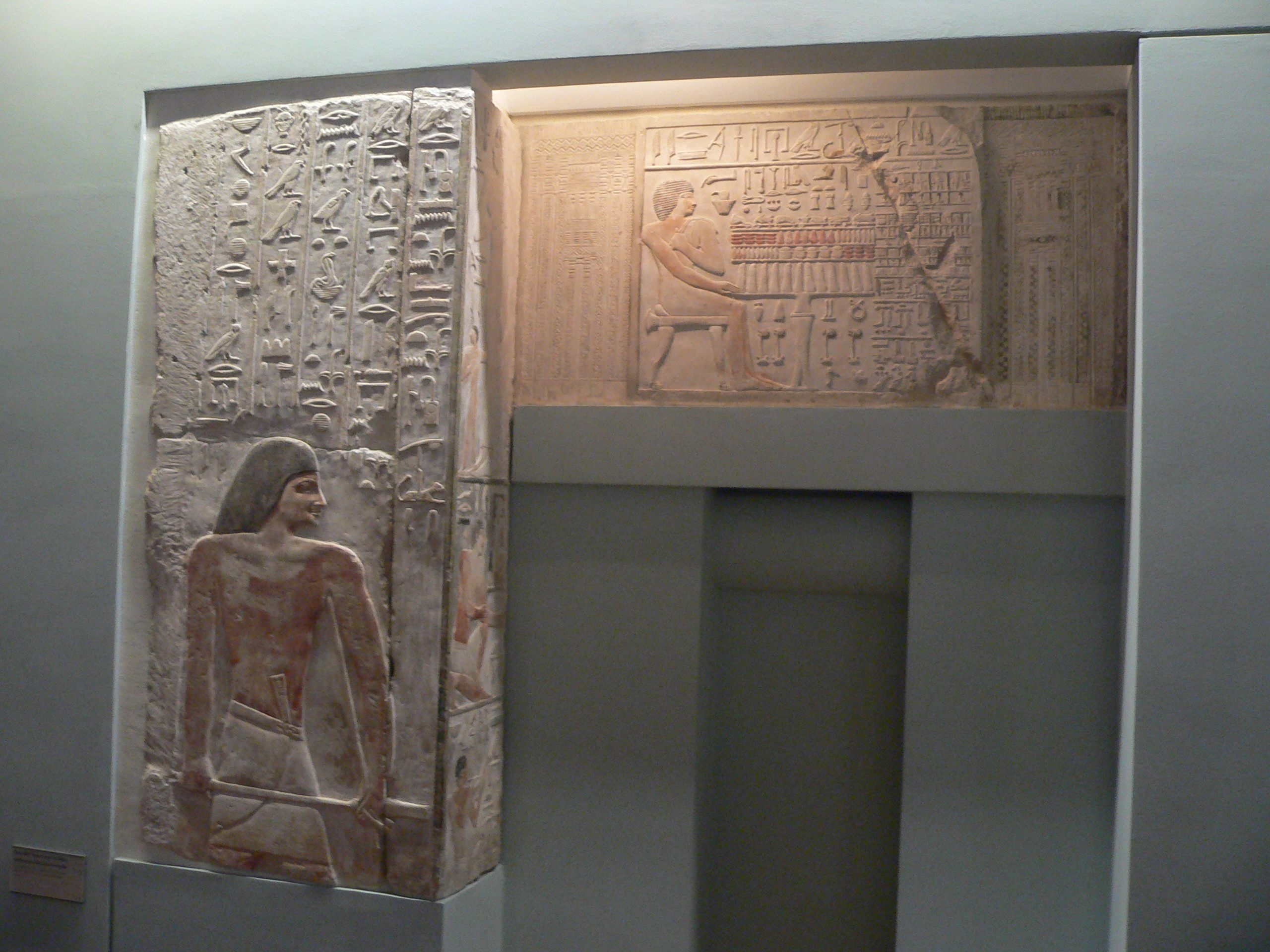
Meri álajtaja a Louvre-ban

Meri ókori egyiptomi hivatalnok volt. aki valószínűleg a IV. dinasztia idején élt. Masztabasírjának kőtömbjeiről ismert, melyek különböző múzeumokban találhatóak. Eredeti lelőhelyük nem ismert, de valószínűleg Szakkarából származnak. A relieffel díszített kőtömbök feliratairól ismertek Meri címei: többek között a kincstár elöljárója volt, a királyi ékszerek kamrájának elöljárója, valamint Renenutet papja. Felesége a király ismerőse, Hathor papnője, Niuadzsetanh lehetett, akit szintén említenek a kőtömbök. Nem tudni, mikor élt Meri, stilisztikai alapon datálható a IV. dinasztia korára.

## Fordítás
- Ez a szócikk részben vagy egészben  a   Mery című német Wikipédia-szócikk ezen változatának fordításán alapul.  Az eredeti cikk szerkesztőit annak laptörténete sorolja fel. Ez a jelzés csupán a megfogalmazás eredetét és a szerzői jogokat jelzi, nem szolgál a cikkben szereplő információk forrásmegjelöléseként.